# 艾氏濱蟹
艾氏濱蟹（學名：Carcinus aestuarii），又名艾氏真蟹，是原產於地中海海濱帶的一種蟹。它們非常像普通濱蟹，有時甚至被認為其亞種。艾氏濱蟹與普通濱蟹最不同的地方是眼睛間甲殼前端，普通濱蟹的短而有鋸齒，而艾氏濱蟹的較長而圓滑。艾氏濱蟹的生殖肢筆直，而普通濱蟹的則是彎曲。分子生物學研究顯示這兩者有明顯的分別，故確認艾氏濱蟹的物種地位。
雖然普通濱蟹入侵了世界各地海岸，但艾氏濱蟹（或可能是艾氏濱蟹與普通濱蟹的混種）只入侵了日本的海岸。